# 李有宜
李有宜（1990年5月8日—）是臺灣政治人物，專長為會計及審計，曾任柯文哲競選辦公室發言人。2023年8月，台灣民眾黨徵召李有宜參選立法委員新北市第二選舉區，成為2024年立委選舉之中國民黨和民眾黨合作（簡稱：藍白合）的「第二示範區」，雖然未能當選，但李有宜在五股.蘆洲.三重東區16里，拿下8萬4393票得票率突破四成達40.62％，對比以往林淑芬動輒超過60%的得票率，也讓李創下林淑芬歷屆挑戰者最佳紀錄，鬆動新北深綠選區。
李有宜表示，這次花了5個月，達到過去挑戰者沒有達到的目標，看得到地方民眾渴望改變的心，許多選民都希望她不要因為這次選舉放棄，她不希望民眾黨成為選完就走的政黨，她將向黨中央爭取，持續耕耘地方，目標進攻2026地方議員。

## 政治活動

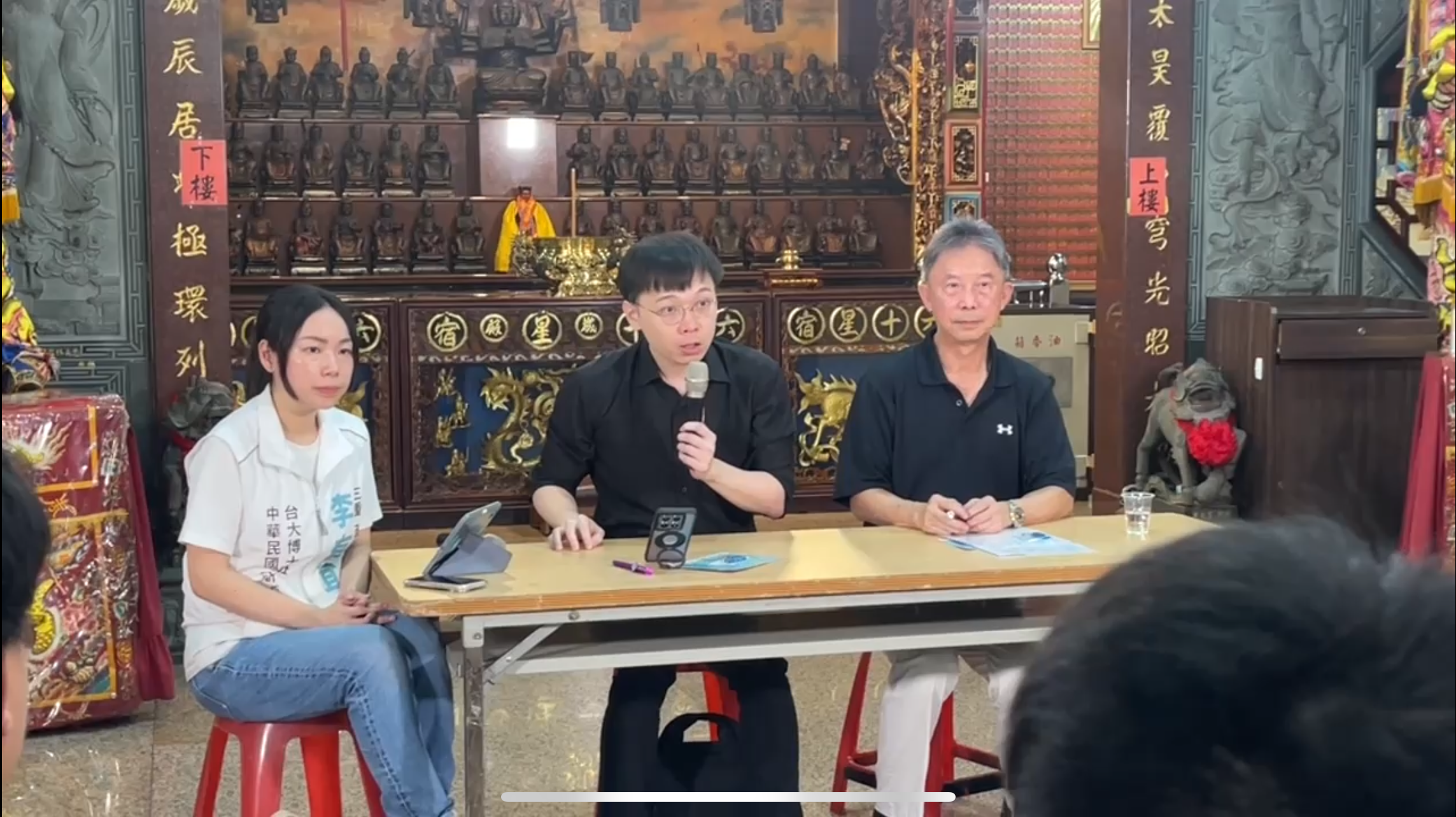
2025年8月1日核三延役公投座談會蘆洲場（蘆洲忠義廟），左至右分別是主持人/講師李有宜，核能流言終結者執行長黃士修，民眾黨新北黨部主委周台竹。

2015年李有宜曾擔任民進黨立法委員羅致政助理，為其助選並且勝選，並在立法院擔任助理，但並未加入民進黨。李有宜在美國留學期間，加入美國紐約州前民主黨眾議員羅斯團隊為其助選，為羅斯團隊中唯一的亞洲人，負責華裔組織、移民事務。2019年隨羅斯進入美國眾議院，擔任其助理。2020年因為COVID-19疫情而返台。
回台灣後，李有宜加入國民黨爭取2022年台北市第五選區市議員候選人提名未果，遂以無黨籍身份自行參選，最終落選，並因此於2023年2月13日遭到國民黨撤銷黨籍處分。李有宜後加入台灣民眾黨，以及柯文哲競選總統团队，擔任其競選辦公室發言人，並接受民眾黨徵召參選新北市第二選區立法委員。由於國民黨並未提名候選人，有意禮讓民眾黨並幫李有宜助選，韓國瑜也替其助選，本區成為立委選舉藍白合的示範區之一。後雖落選，但仍拿到比前屆更高的票數。

## 選舉紀錄
| 年度 | 選舉屆數               | 選舉區           | 所屬政黨   | 得票數 | 得票率 | 當選標記 | 備註 |
| ---- | ---------------------- | ---------------- | ---------- | ------ | ------ | -------- | ---- |
| 2022 | 第十四屆臺北市議員選舉 | 臺北市第五選舉區 | 無黨籍     | 4,864  | 2.85%  |          |      |
| 2024 | 第十一屆立法委員選舉   | 新北市第二選舉區 | 臺灣民眾黨 | 84,393 | 40.62% |          |      |

## 外部連結
- 李有宜的Facebook專頁
- YouTube上的李有宜頻道